# 鉄道運営組織一覧
鉄道運営組織一覧（てつどううんえいそしきいちらん）は、鉄道事業を運営する組織を国・地域別にまとめたものである。民営会社に限らず、政府機関または当局が管理している場合も含まれる。
歴史的に民営鉄道会社が国有化され、再び民営化された国も多くある。また1980年代以降のヨーロッパ各国を中心に、運営組織と施設保有組織を分離し、それぞれが独自に事業を行う上下分離方式も導入されている。

## アフリカ

### 鉄道連合
- アフリカ鉄道連合 (UAR)
- 南アフリカ鉄道協会 (SARA)
  - CFB (Benguela railway)
  - Botswana Railways
  - モザンビーク鉄道 (CFM)
  - マラウイ鉄道
  - トランスナミブ
  - スワジランド鉄道
  - タンザン鉄道 (Tanzania/Zambia Railway Authority)
  - ザンビア鉄道
  - ジンバブエ国鉄
  - タンザニア鉄道会社
  - Central East African Railway in Malawi
  - Beitbridge Bulawayo Railway
  - メトロレール (南アフリカ)
  - トランスネット (南アフリカ)

### アルジェリア
- アルジェリア鉄道 (SNTF)

### アンゴラ
- ベンゲラ鉄道
- ルアンダ鉄道
- Moçâmedes_Railway
- Gunza-Gabala線（廃線。アンゴラの鉄道の地図を参照）

### ウガンダ
- ウガンダ鉄道
- リフトバレー鉄道（英語版）

### エジプト
- エジプト鉄道

### エチオピア
- ジブチ・エチオピア鉄道

### エリトリア
- エリトリア鉄道

### ガーナ
- Ghana Railways & Ports (GRP)
- ガーナ鉄道会社

### ガボン
- トランスガボン鉄道 (OCTRA)

### カメルーン
- カムレール（もとカメルーン国鉄 Cameroon National Railways Authority (REGIFERCAM)）

### ギニア
- ギニアの鉄道

### ケニア
- ケニア鉄道
- リフトバレー鉄道（英語版）（RVR）

### コンゴ共和国
- コンゴ・オセアン鉄道

### コンゴ民主共和国
内戦によって、かなりの部分が現在機能していない
- マタディ・キンシャサ鉄道
- オナトラ
- コンゴ国鉄（英語版）(SNCC)（もとザイール国鉄（英語版）(SNCZ)）

### コートジボワール
- アビジャン・ニジェール鉄道

### ザンビア
- ザンビア鉄道

- タンザン鉄道

- Mulobezi Railway
- Maamba Colliery Railway
- Njanji Commuter Line

### ジブチ
- ジブチ・エチオピア鉄道

### ジンバブエ
- ジンバブエ国鉄（英語版）
- Beitbridge Bulawayo Railway（BBR）

### スーダン
- スーダン鉄道
- Gezira Light Railway

### エスワニティ
- スワジランド鉄道

### セネガル
- ダカール・ニジェール鉄道

### タンザニア
- タンザニア鉄道会社（英語版） (Tanzania Railways Limited)
- タンザン鉄道 (TAZARA Railway)

### チュニジア
- チュニジア鉄道 (SNCFT)
- TGM
- チュニスメトロ

### トーゴ
- トーゴ鉄道 (RCFT)
- 他にもトーゴに線路は引かれているが、長年運行されていない

### ナイジェリア
- ナイジェリア鉄道会社

### ナミビア
- TransNamib

### ブルキナファソ
- アビジャン・ニジェール鉄道

### ベナン
- ベナン・ニジェール鉄道輸送共同体 (OCBN)

### ボツワナ
- ボツワナ鉄道 (BR)

### マダガスカル
- Madarail（英語版）
- FCE railway（英語版）

### マラウイ
- Malawi Railways LTD
- マリ

### 南アフリカ
- トランスネット
- 南アフリカ旅客鉄道公社
- ロボスレイル
- ハウトレイン

### 南スーダン
- スーダン鉄道

### モザンビーク
- モザンビーク国有鉄道
- ベイラ鉄道（英語版）

### モーリタニア
- モーリタニア鉄道

### モロッコ
- ONCF

### リベリア
- Bong Mining Co
- Lamgo JV Operating Co

### レソト
- マセル支線

(鉄道のない国はブルンジ、カーボベルデ、中央アフリカ共和国、チャド、コモロ、赤道ギニア、ガンビア、ギニアビサウ、ニジェール、ルワンダ、サントメ・プリンシペ、セーシェル、ソマリア）

## アジア

### アフガニスタン
- 計画中

### カンボジア
- Royal Railways of Cambodia

### バングラデシュ
- バングラデシュ鉄道

### ミャンマー
- ミャンマー鉄道

### インド
- インド鉄道
  - インド北部鉄道 (Nothern Railway)
  - インド南部鉄道 (Southern Railway)　：　チェンナイ、トリヴァンドラムを含んだ、タミル・ナードゥ州、パーンディッチェーリ連合区、ケーララ州、およびアーンドラ・プラデーシュ州の一部に跨る路線。
  - インド東部鉄道 (Eastern Railway)
  - インド西部鉄道 (Western Railway)
  - インド北東辺境鉄道 (Northeast Frontier Railway)
  - インド北東部鉄道 (North Eastern Railway)
  - インド南東部鉄道 (South Eastern Railway)
  - インド中南部鉄道 (South Central Railway)
  - インド中部鉄道 (Central Railway)
  - インド中東部鉄道 (East Central Railway)
  - インド東海岸鉄道 (East Coast Railway)
  - インド中北部鉄道 (North Central Railway)
  - インド北西部鉄道 (North Western Railway)
  - インド南西部鉄道 (South Western Railway)
  - インド中西部鉄道 (West Central Railway)
  - インド南東部中央鉄道 (South East Central Railway)
  - コルカタ地下鉄道 (Kolkata Metro Railway) en:Kolkata_Metro
  - デリー地下鉄道 (Delhi Metro Railway)
  - コンカン鉄道 (Konkan Railway)

### インドネシア
- クレタ・アピ・インドネシア（PT KAI（KAI））
- KAIコミューター

### イラン
- イラン・イスラーム共和国鉄道

### イラク
- イラク共和国鉄道

### イスラエル
- イスラエル鉄道

### ヨルダン
- ヒジャーズ ヨルダン鉄道

### 北朝鮮
- 朝鮮民主主義人民共和国鉄道省 (KL)

### レバノン
- レバノン国鉄

### サウジアラビア
- サウジアラビア鉄道公社 (SAR)
- サウジアラビア鉄道機構 (SRO)

### シンガポール
- マレーシア鉄道公社（略称：KTMB, マレー語：Keretapi Tanah Melayu Berhad, 英語：Malaysian Railway）
- SMRTトレインズ
- SBSトランジット
- セントーサ
- マウント・フェーバー・レジャー・グループ

### スリランカ
- スリランカ鉄道

### トルコ
- トルコ国鉄 (TCDD - Turkiye Cumhuriyeti Devlet Demiryolları)

### ベトナム
- ベトナム鉄道

### シリア
- シリア鉄道
- ヒジャーズ鉄道

### タイ
- タイ国有鉄道
- バンコク・スカイトレイン（バンコク大量輸送システム社）
- バンコク・メトロ（バンコク地下鉄の事業者）

### 大韓民国
旅客/貨物
- 韓国鉄道公社

旅客
- SR
- 空港鉄道（A'REX）

地下鉄・都市鉄道
- 釜山交通公社
- 釜山-金海軽電鉄
- 大邱都市鉄道公社
- 大田交通公社
- 光州交通公社
- 仁川交通公社
- 韓国鉄道公社
- ソウル交通公社
- ソウル市メトロ9号線
- 新盆唐線
- 京畿鉄道
- 龍仁軽量電鉄
- 牛耳新設軽電鉄

施設管理
- 韓国鉄道施設公団

### 台湾
- 台湾鉄路公司
- 台湾高速鉄路公司
- 台北捷運公司
- 新北捷運公司
- 桃園捷運公司
- 台中捷運公司
- 高雄捷運公司
- 台湾糖業公司
- 農業部林業及自然保育署阿里山林業鐵路及文化資產管理處
- 宏都阿里山公司

### 中華人民共和国
- 中国国家鉄路集団

### 香港
- 香港鉄路有限公司 (MTR)

### ネパール
- ネパール・ガバメント鉄道 (NGR)
- ジャナクプル鉄道（ネパール鉄道 (NR)）

### パキスタン
- パキスタン鉄道 (PR)
- カラチ都市交通公社 (KUTC)
  - Karachi Circular Railway (KCR)

### フィリピン
- フィリピン国鉄
- マニラ・ライトレール・トランジット・システム
- マニラ・メトロレール

### マレーシア
- マレーシア鉄道公社（略称：KTMB, マレー語：Keretapi Tanah Melayu Berhad, 英語：Malaysian Railway）
- ラピドKL (Rapid KL)
- エクスプレス・レール・リンク (Express Rail Link Sdn. Bhd.)
- KLモノレール (KL Monorail)
- ペナン州ジョージ・タウン市電気供給部 - ペナン・ヒル鉄道
- サバ州鉄道部 - サバ州立鉄道

## オセアニア

### オーストラリア
- クイーンズランド鉄道
- ジャーニービヨンドレール（旧グレートサザンレール）
- シティートレイン

### ニュージーランド
- ニュージーランド鉄道公社 (Now trading as ONTRACK)
- ニュージーランド鉄道株式会社 (Defunct, renamed Tranz Rail in 1996)
- トランス鉄道 (Defunct, brought out by Toll Holdings in 2003)
- トール鉄道
- Veolia (New Zealand)
- Taieri Gorge Railway

## ヨーロッパ

### アルバニア
- アルバニア鉄道

### アイスランド
- 20世紀初頭にレイキャビク港建設に使われた短い路線を除いて、アイスランドには鉄道は存在しない。

### アイルランド
- アイルランド国鉄 - 親会社はアイルランド交通システム（CIÉ）。

### イギリス
- アリーヴァ・トレインズ・ウェールズ
- グレート・ノース・イースタン・レイルウェイ
- グレート・ノーザン鉄道
- サウスイースタン (鉄道)
- サウスウェスト・トレインズ
- C2c (鉄道)
- シルバーリンク
- セントラル・トレインズ
- チルターン・レイルウェイズ
- ヴァージン・トレインズ
- ヒースロー・エクスプレス
- ファースト・キャピタル・コネクト
- ファースト・グレート・ウェスタン
- ファースト・スコットレール
- ミッドランド・メインライン
- ゲットリンク
- ノーザン・アイルランド・レイルウェイズ
- イギリス国鉄 (1948-1996)

#### 都市鉄道
- ロンドン地下鉄

### イタリア
- フェッロヴィーエ・デッロ・スタート イタリア国鉄。以前のFSで現在はイタリア政府出資の特殊会社。
  - トレニタリア（イタリアの国鉄 (Ferrovie dello Stato) の列車運行業務を引き継ぐ民営鉄道会社）
  - レーテ・フェッロヴィアーリア・イタリアーナ 路線管理会社。駅や線路を保有。
- チルクメトネーア鉄道（エトナ周辺の狭軌鉄道）
- チルクムヴェスヴィアーナ鉄道（ヴェスヴィオ周辺の狭軌鉄道）
- ベルニーナ鉄道 (railway of Bernina mounts)
- スド・エスト鉄道 プッリャ州
- ミラノ・ノルド鉄道、ミラノとその北部の都市を繋ぐ鉄道
- メトロカンパーニア・ノルドエスト ナポリ周辺。アリファーナ鉄道とナポリ・ベネヴェント鉄道の後継会社
- SEPSA ナポリ西部
- Trentino trasporti（イタリア北部の鉄道とバス運営会社）

### ウクライナ
- ウクライナ鉄道 (Ukrainian Railway - Укрзалізниця, Ukrzaliznytsya)

### エストニア
- エストニア国鉄 - エストニア国内の鉄道設備を所有。
- エルロン - エストニアの国内列車を運行。
- Go Rail - ロシア方面との国際列車を運行。

### オーストリア
- オーストリア連邦鉄道
- 旧オーストリア連邦鉄道 (Austrian Federal Railway - Bundesbahn Österreich (to 1938))
- シュタイアーマルク地方鉄道 (Styrian Provincial Railways - Steiermärkische Landesbahnen) de:Steiermärkische Landesbahnen
- MBS (Montafonerbahn Schruns, from Bludenz to Schruns) de:Montafonerbahn
- GKB (Graz-Köflacher Eisenbahn) de:Graz-Köflacher Eisenbahn

### オランダ
- オランダ鉄道 (Dutch Railways - Nederlandse Spoorwegen)
- NoordNed known as "Arriva" from December 2005
- Syntus
- ヴェオリア・トランスポール
- Connexxion
- DB Regionalbahn Westfalen

### ギリシャ
- ギリシャ鉄道 (Greek Railways Organization - Οργανισμός Σιδηροδρόμων Ελλάδας, Organismós Sidirodrómon Elládas)
- SPAP (Peloponnese-Athens-Piraeus Railway)

### クロアチア
- クロアチア鉄道 (Croatian Railways - Hrvatske željeznice)

### スロベニア
- スロベニア鉄道 (Slovenian Railways - Slovenske železnice)

### セルビア
- セルビア鉄道 (Serbian Railways - Železnice Srbije)
- ベオヴォズ ベオグラードの都市鉄道

### スウェーデン
- アーランダエクスプレス
- Bergslagernas Järnvägar
- BK Tåg
- Connex Tåg
- グリーンカード
- SJ（スウェーデン国鉄 - Statens Järnvägar）
- Tågkompaniet

### スペイン
- レンフェ（スペイン国鉄網 - Red Nacional de los Ferrocarriles Españoles）
- スペイン狭軌鉄道 (FEVE - Ferrocarriles de Vía Estrecha)
- バスク鉄道 (EuskoTren - Eusko Trenbideak)
- カタルーニャ公営鉄道 (FGC - Ferrocarrils de la Generalitat de Catalunya)
- バレンシア公営鉄道 (FGV - Ferrocarrils de la Generalitat Valenciana)
- FS (Sóller Railway - Ferrocarril de Sóller)
- マヨルカ鉄道 (SFM - Serveis Ferroviaris de Mallorca)

### スロバキア
- スロバキア国鉄 (ŽSR - Železnice Slovenskej republiky)※鉄道施設保有管理および地上業務を所管する特殊法人
  - 鉄道企業体スロバキア (ZSSK - Železničná spoločnosť Slovensko, a.s.)※国鉄系旅客列車運行事業会社
  - 鉄道企業体カーゴ・スロバキア (ZSSK Cargo - Železničná spoločnosť Cargo Slovakia, a.s.)※国鉄系貨物列車運行事業会社

※以下は国鉄線列車運行事業認可の民間事業者
- ブラチスラヴァ地域鉄道線企業体 (BRKS - Bratislavská regionálna koľajová spoločnosť, a.s.)※旅客列車運行事業は2005年に撤退
- レギオレール（RegioRail, s.r.o.）※2009年認可の民間企業。旅客列車運行事業への進出も計画中
- キサク電気鉄道（Elektrizácia železníc Kysak, a.s.）
- エルトラ・ヴィシュナー・フトカ（ELTRA, s.r.o., Vyšná Hutka）
- GJWプラハ会社（GJW Praha, spol. s.r.o.）
- ホルノニトリアンスク鉱業（HORNONITRIANSKE BANE zamestnanecká, a.s.）
- インベステックス・グループ（INVESTEX GROUP, s.r.o.）
- ロコ・レール（LOKO RAIL, a.s.）
- ロコ・トランス（Loko Trans, a.s.）
- LTEスロバキア（LTE Logistik a Transport Slovakia, s.r.o.）
- OHL鉄道建設（OHL ŽS, a.s.）
- OKD運輸（OKD, Doprava a.s.）
- オストラヴァ運輸会社（Ostravská dopravní společnost, a.s.）
- AM TUNING（Peter Bosáček – AM TUNING）
- 第一貨物会社（Prvá prepravná spoločnosť, s.r.o.）
- 第一スロバキア鉄道（Prvá Slovenská železničná, a.s.）
- レールトランス（RAILTRANS, s.r.o.）
- スロバキア鉄道運輸会社（Slovenská železničná dopravná spoločnosť, a.s.）
- SMD（SMD, s. r. o.）
- 鉄道保守技術保障（Technická ochrana a obnova železníc）
- 軌道機械会社（Traťová strojní společnost, a.s.）
- トルナヴァ建設会社（Trnavská stavebná spoločnosť, a.s.）
- TSSブラチスラヴァ（TSS Bratislava, a. s.）
- USスチールコシツェ（U. S. Steel Košice, s.r.o.）
- ŽDD（ŽDD, a. s.）
- コシツェ鉄道建設（Železničné stavby, a.s. Košice）
- ブラチスラヴァ鉄道建設産業（Železničné stavebníctvo Bratislava, a.s.）

### チェコ
- 鉄道施設管理公団（SŽDC - Správa železniční dopravní cesty, s.o.）※鉄道施設保有管理および地上業務を所管する公団（státní organizace）
  - チェコ鉄道（ČD - České dráhy, a.s.）※国鉄系旅客列車運行事業会社
  - ČDカーゴ（ČD Cardo - ČD Cargo, a.s.）※国鉄系貨物列車運行事業会社（チェコ鉄道子会社）
- JHMD (Jindřichohradecké místní dráhy - Jindřichův Hradec Local Railways)

### デンマーク
- デンマーク国鉄 (Danish State Railways - Danske Statsbaner)
- Arriva Danmark
- GDS/HFHJ (Gribskovbanen / Hillerød-Frederiksværk-Hundested Jernbane)
- HHJ (Odderbanen (Hads-Ning Herreders Jernbane))
- HL (Capital City Local Railways - Hovedstadens Lokalbaner)
- HTJ/OHJ (Høng-Tølløse Jernbane / Odsherreds Jernbane)
- LJ (Lollandsbanen)
- LN (Lille Nord)
- LNJ (Lyngby-Nærum Jernbane)
- NJ (North Jutland Railways - Nordjyske Jernbaner)
- ØSJS (Eastern Railway - Østbanen (Østsjællandske Jernbaneselskab))
- VLTJ (Lemvigbanen (Vemb-Lemvig-Thyborøn Jernbane)). A popular song about the railway by Danish band Tørfisk is simply called VLTJ.
- VNJ (Western Railway - Vestbanen (Varde-Nørre Nebel Jernbane))

### ドイツ
- ドイツ鉄道 (DB AG - German Railways 1992-) de:Liste deutscher Eisenbahngesellschaften

#### 旅客鉄道
- ABELLIO - ABELLIO GmbH de:Abellio Rail
- ABG - Anhaltische Bahn Gesellschaft mbH de:Dessau-Wörlitzer Eisenbahn-Gesellschaft (?)
- AKN - Altona-Kaltenkirchen-Neumünster Eisenbahn AG de:AKN Eisenbahn
- ALEX - Allgäu-Express de:Allgäu-Express
- AVG - Albtal-Verkehrs-Gesellschaft mbH de:Albtal-Verkehrs-Gesellschaft
- BBG - Bahnbetriebsgesellschaft Stauden mbH
- BKD - Borkumer Kleinbahn und Dampfschiffahrt GmbH de:Borkumer Kleinbahn
- BLB - Burgenlandbahn GmbH de:Burgenlandbahn
- BayOB - Bayerische Oberlandbahn GmbH de:Bayerische Oberlandbahn
- BOB - Bodensee-Oberschwaben-Bahn GmbH de:Bodensee-Oberschwaben-Bahn
- BSB - Breisgau-S-Bahn-Gesellschaft de:Breisgau-S-Bahn
- BSEG - Brohltal Schmalspur-Eisenbahn Betriebs-GmbH
- BVO - Busverkehr Ober- und Westerzgebirge Bahn GmbH
- BZB - Bayerische Zugspitzbahn AG de:Bayerische Zugspitzbahn
- CBC - City Bahn Chemnitz GmbH de:Chemnitzer Verkehrs-Aktiengesellschaft & de:Verkehrsverbund Mittelsachsen
- Chiemsee-Bahn de:Chiemsee-Bahn
- CS - Connex Sachsen GmbH de:Connex Sachsen
- DBG - Döllnitzbahn GmbH
- Drachenfelsbahn - Bergbahnen im Siebengebirge AG
- EGB - DBAG Erzgebirgsbahn de:Erzgebirgsbahn
- EIB - Erfurter Industriebahn GmbH de:Erfurter Bahn
- Eurobahn - Rhenus Keolis GmbH & Co. KG de:Eurobahn
- EVB - Eisenbahnen und Verkehrsbetriebe Elbe-Weser GmbH de:Eisenbahnen und Verkehrsbetriebe Elbe-Weser
- FEG - Freiberger Eisenbahngesellschaft mbH de:Freiberger Eisenbahn
- FKE - Frankfurt-Königsteiner Eisenbahn AG de:Frankfurt-Königsteiner Eisenbahn
- GVG - Georgs-Verkehrs-GmbH
- HEX - HarzElbeExpress (Connex Sachsen-Anhalt GmbH) de:Connex-Fernverkehr
- HLB - Hessische Landesbahn GmbH de:Hessische Landesbahn
- HSB - Harzer Schmalspurbahnen
- HSB - Heidelberger Straßen- und Bergbahn AG
- HTB - Hellertalbahn GmbH de:Hellertalbahn
- HzL - Hohenzollerische Landesbahn AG de:Hohenzollerische Landesbahn
- IL - Inselbahn Langeoog Inselbahn Langeoog
- KHB - DBAG Kurhessenbahn de:Kurhessenbahn
- KML - Kreisbahn Mansfelder Land GmbH
- MBB - Mecklenburgische Bäderbahn Molli GmbH&Co. de:Mecklenburgische Bäderbahn
- ME - Metronom Eisenbahngesellschaft mbB de:Metronom Eisenbahngesellschaft
- MeBa - Mecklenburg Bahn GmbH
- NB - NordseeBahn de:NordseeBahn
- NBE - Nordbahn Eisenbahngesellschaft mbH de:Nordbahn (Schleswig-Holstein)
- NEB - Niederbarnimer Eisenbahn de:Niederbarnimer Eisenbahn
- NEG - NEG Niebüll mbH (former NVAG) de:Norddeutsche Eisenbahngesellschaft mbH (?)
- NOB - Nord-Ostsee-Bahn de:Nord-Ostsee-Bahn
- NWB - NordWestBahn de:NordWestBahn
- OBS - DBAG Oberweißbacher Berg- und Schwarzatalbahn de:Oberweißbacher Berg- und Schwarzatalbahn
- ODEG - Ostdeutsche Eisenbahn GmbH de:Ostdeutsche Eisenbahn
- OEG - Oberrheinische Eisenbahngesellschaft AG de:Oberrheinische Eisenbahn
- OLA - Ostseeland-Verkehr GmbH (former MeBa/OME) de:Ostseeland Verkehr
- OPB - Oberpfalzbahn de:Oberpfalzbahn
- OSB - Ortenau-S-Bahn de:Ortenau-S-Bahn
- PEG - Prignitzer Eisenbahn-Gesellschaft de:Prignitzer Eisenbahn
- RBG - Regental Bahnbetriebe GmbH ("Länderbahn") de:Regentalbahn
- RBK - Regionalbahn Kassel GmbH de:Regionalbahn Kassel
- Regio-Bahn GmbH
- RHB - Rhein-Haardt-Bahn GmbH de:Rhein-Haardt-Bahn
- RNV - Rhein-Neckar-Verkehr GmbH de:Rhein-Neckar-Verkehr
- RTB - Rurtalbahn GmbH & Co. KG (former DKB) de:Rurtalbahn
- RüKB - Rügensche Kleinbahn GmbH & Co.
- Saarbahn GmbH de:Saarbahn GmbH
- S-Bahn Berlin GmbH
- SBB - スイス連邦鉄道（スイス国鉄） GmbH
- SBE - Sächsisch-Böhmische Eisenbahn de:Sächsisch-Böhmische Eisenbahngesellschaft
- SHB - Schleswig-Holstein-Bahn GmbH de:Schleswig-Holstein-Bahn
- SHG - S-Bahn Hamburg GmbH
- SOB - DBAG SüdostBayernBahn de:SüdostBayernBahn
- SOEG - Sächsisch-Oberlausitzer Eisenbahngesellschaft mbH de:Verkehrsverbund Oberlausitz-Niederschlesien
- SSB - Stuttgarter Straßenbahnen AG de:Stuttgarter Straßenbahnen
- STB - Süd-Thüringen Bahn de:Süd-Thüringen Bahn
- STE - Strausberger Eisenbahn GmbH de:Strausberger Eisenbahn GmbH
- SWEG - Südwestdeutsche Verkehrs AG de:Südwestdeutsche Verkehrs AG
- TDR - Trans regio Deutsche Regionalbahn GmbH de:Trans regio
- TE - Trossinger Eisenbahn de:Trossinger Eisenbahn
- UBB - Usedomer Bäderbahn de:Usedomer Bäderbahn
- VBG - Vogtlandbahn GmbH de:Vogtlandbahn
- VBK - Verkehrsbetriebe Karlsruhe GmbH de:Verkehrsbetriebe Karlsruhe GmbH
- vectus - Vectus Verkehrsgesellschaft de:Vectus
- VIAS - VIAS GmbH (Odenwald-Bahn) de:VIAS GmbH
- WB - WestfalenBahn de:WestfalenBahn
- WEBA - Westerwaldbahn GmbH de:Westerwaldbahn des Kreises Altenkirchen GmbH
- WEG - Württembergische Eisenbahn-Gesellschaft de:Württembergische Eisenbahn-Gesellschaft
- Wendelsteinbahn GmbH de:Wendelsteinbahn
- WFB - DBAG WestFrankenBahn de:WestFrankenBahn

#### かつて存在したドイツの鉄道
- Deutsche Bundesbahn (DB - German Federal Railways)
- Deutsche Reichsbahn (DR - East German Railways)
- Deutsche Reichsbahn-Gesellschaft (DRB - German State Railways 1920-45)

### ノルウェー
- ノルウェー国鉄 (NSB, Norwegian State Railways)
- CargoNet
- Chr. Salvesen & Chr. Thams's Communications Aktieselskab (Defunct)
- フリートーゲ (Airport express train to Oslo Airport, Gardermoen)
- Flåm Utvikling
- HectorRail
- Malmtrafikk
- Norsk Hydro
- NSB Anbud
- Ofotbanen
- SJ
- Urskog-Hølandsbanen (Heritage railway)

### ハンガリー
- ハンガリー国鉄 (Hungarian State Railways - Magyar Államvasutak)
- MMV (Hungarian Private Railways Limited - Magyar Magánvasút Zrt.)
- Floyd (Floyd Kft - Hungarian private rail undertaking)
- GySEV/ROeEE (Győr-Sopron-Ebenfurth Railway - Győr-Sopron-Ebenfurti Vasút / Raab-Oedenburg-Ebenfurter Eisenbahn - Hungaro-Austrian regional railway company)
- MÁV Hajdú Vasútépítő Kft (MÁV Hajdú Vasútépítő Kft - Hungarian private rail undertaking)

### フィンランド
- VRグループ (VR Ltd -- VR Oy) フィンランドの国有鉄道会社
- Teollisuuden Raideliikenne Oy
- Pääkaupunkiseudun Junakalusto Oy

### フランス
- Chemin de Fer de Paris à Orléans
- Chemins de Fer de Provence（ニース-ディーニュ＝レ＝バン間の狭軌鉄道）
- Chemins de Fer du Calvados
- コルシカ鉄道
- Chemin de Fer du Midi
- Compagnie du Chemin de Fer d'Orléans à Rouen
- Compagnie du Chemin de Fer de Caen à la Mer
- Chemin de fer de La Mure
- ゲットリンク
- フランス国鉄 (French National Railways - Société Nationale des Chemins de fer Français)
  - Chemins de fer de l'Est
  - Chemin de Fer de l'État
  - Chemins de Fer de l'Ouest
  - Chemin de Fer du Nord
  - Chemins de fer de Paris à Lyon et à la Méditerranée
  - Chemin de Fer de Paris à Orléans et du Midi
- パリ交通公団 (Paris Transport Authority - Régie Autonome des Transports Parisiens)
- プロヴァンス鉄道

### ブルガリア
- ブルガリア国鉄 (Bulgarian State Railways - Български Държавни Железници, Bâlgarski Dârzhavni Zheleznitsi)

### ベラルーシ
- ベラルーシ鉄道

### ベルギー
- ベルギー国鉄
- Dillen & Le Jeune Cargo NV

### ボスニア・ヘルツェゴビナ
- ボスニア・ヘルツェゴビナ連邦鉄道 (Railways of the Federation of Bosnia and Herzegovina - Željeznice Federacije Bosne i Hercegovine)
- スルプスカ共和国鉄道 (Railways of Republika Srpska - Željeznice Republike Srpske)

### ポーランド
- ポーランド国鉄 (PKP — Polskie Koleje Państwowe SA)
  - PKPインターシティ（PKP Intercity S.A.） - 旧PKPの特急の運行事業を継承している[1]。
  - 三連都市高速鉄道 (SKM w Trójmieście - PKP Szybka Kolej Miejska w Trójmieście Sp. z o.o.)
  - PKPカーゴ(PKP CARGO S.A.) - 旧PKPの貨物輸送事業を継承している。
  - PKP LHS(PKP Linia Hutnicza Szerokotorowa spółka z o.o.) - ソ連(ロシアおよびウクライナ)との間で鉄鉱石・石炭・硫黄を輸送する目的で作られた、広軌(1520mm)の貨物線(65号線)の事業を旧PKPから継承している[2]。
  - その他PKPグループを構成する主要な会社に、鉄道網の整備・運営、電力、情報システム、通信にそれぞれ携わる企業がある[3][4]。
- 地方輸送鉄道(Przewozy Regionalne Sp. z o.o.) - PKPグループの主要な企業のひとつだったが、現在ポーランド全16県が共同で所有している[5]
- アリーヴァRP(Arriva RP Sp. z o.o.) - イギリスのアリーヴァとDBシェンカー鉄道ポーランドの合弁企業。
- ドルヌィシロンスク鉄道(Koleje Dolnośląskie S.A.)
- マゾフシェ鉄道 — (KM - Koleje Mazowieckie - KM Sp. z o.o.)
- ワルシャワ都市高速鉄道 (SKM w Warszawie - Szybka Kolej Miejska Sp. z o.o. w Warszawie)
- ワルシャワ近郊鉄道 (WKD - Warszawska Kolej Dojazdowa Sp. z o.o.)
- ワルシャワ地下鉄 (Metro Warszawskie Sp. z o.o.)
- CTLロジスティクス (CTL Logistics Sp. z o.o.) - 鉄道輸送だけでなく陸上輸送にかかわるさまざまなサービスを提供する総合輸送企業グループ[6]
- DBシェンカー鉄道ポーランド(DB Schenker Rail Polska S.A.) - PCC鉄道がDBシェンカーの傘下に入った[7]。
- イースト・ウェスト鉄道(East West Railways Sp. z o.o.)
- エウロナフト・トシェビニャ(Euronaft Trzebinia Sp. z o.o. ) - 化工機械、タンク、パイプラインの製造・建設などともに、鉄道建設、鉄道輸送も請け負う[8]。
- フレートライナーPL(FREIGHTLINER PL Sp. z o.o. ) - イギリスの輸送会社フレートライナーのポーランド法人[9]。
- ロトス鉄道(LOTOS Kolej Sp. z o.o.) - ポーランドの石油会社ロトスグループが100%出資する鉄道輸送会社。主にロトスグループの製品の輸送を請け負う[10]。

### ポルトガル
- ポルトガル鉄道 (Portuguese Railways - Caminhos de ferro portugueses)
- Fertagus, SA (Portuguese Private Railway Operator)

### マケドニア
- マケドニア鉄道 (Macedonian Railways - Makedonski Zeleznici)

### モルドバ
- モルドバ鉄道 (Moldovan Railway - Calea Ferată din Moldova)

### モンテネグロ
- モンテネグロ鉄道 (Railways of Montenegro - Željeznica Crne Gore)

### ラトビア
- ラトビア鉄道 (Latvian Railway - Latvijas dzelzceļš)
  - Pasažieru Vilciens （旅客列車）

### リトアニア
- リトアニア鉄道 (Lithuanian Railways - Lietuvos geležinkeliai)

### ルーマニア
- ルーマニア鉄道 (National Railway Company - Compania Naţională de Căi Ferate "CFR")
- GFR（ルーマニアの私鉄グループ）
- Unifertrans
- Servtrans

### ルクセンブルク
- ルクセンブルク国鉄 (Luxembourg Railways - Chemins de Fer Luxembourgeois)

### ロシア
- ロシア鉄道(Russian Railways - Российские железные дороги, Rossiskiye Zheleznye Dorogi)
- サハリン鉄道
- シベリア鉄道
- バイカル・アムール鉄道

#### 都市鉄道
- モスクワ地下鉄

### その他
- アリーヴァ
- ヴェオリア・トランスポール

## 北アメリカおよび中央アメリカ

### キューバ
- キューバ鉄道 (Ferrocarriles de Cuba)

### グアテマラ
- グアテマラ鉄道 (FEGUA)

### ジャマイカ
- ジャマイカ鉄道会社

### エルサルバドル
- エルサルバドル国鉄（FENADESAL）

### アメリカ合衆国
- アムトラック
- BNSF鉄道
- CSXトランスポーテーション
- ノーフォーク・サザン鉄道
- ユニオン・パシフィック鉄道

#### 都市鉄道
- アトランタ都市圏高速交通局
- アルタモント通勤急行
- カルトレイン
- クリーブランド地下鉄
- サウスショアー線
- サンタクララバレー交通局
- サンフランシスコ市営鉄道
- シカゴ交通局
- スタテンアイランド鉄道
- メトラ
- メトロポリタン・トランスポーテーション・オーソリティ
- ニューメキシコ・レイルランナー・エキスプレス
- ニューヨーク市地下鉄
- ニューヨーク市都市交通局
- バージニア急行鉄道
- BART
- パストレイン
- PATCO
- 南東ペンシルベニア交通局 (SEPTA)
- マサチューセッツ湾交通局
- ロサンゼルス郡都市圏交通局
- ロングアイランド鉄道
- ワシントンメトロ

#### かつて存在した鉄道事業者
- アッチソン・トピカ・アンド・サンタフェ鉄道
- イリノイ・セントラル鉄道
- ウォーバッシュ鉄道
- オハイオ電鉄
- グレート・ノーザン鉄道
- コンレール
- サザン・パシフィック鉄道
- シカゴ・バーリントン・クインシー鉄道
- シンシナティ地下鉄計画
- シンシナティ・アンド・レイクエリー鉄道
- グレート・ノーザン鉄道
- デンバー軌道
- ニッケル・プレート鉄道
- ニューヨーク・セントラル鉄道
- ノーフォーク・アンド・ウェスタン鉄道
- パシフィック電鉄
- ヒューストン・ガルベストン電鉄
- ペンシルバニア鉄道
- ポートランド・ルイストン・インターアーバン
- ミルウォーキー鉄道
- ロチェスター地下鉄

### カナダ
- カナダ太平洋カンザスシティ鉄道（英語版）（旧カナダ太平洋鉄道）
- カナディアン・ナショナル鉄道
- VIA鉄道

#### 都市鉄道
- トロント交通局

### メキシコ
- フェロメックス
- フェロスール
- チワワ太平洋鉄道

#### 都市鉄道
- グアダラハラ地下鉄
- メキシコシティ地下鉄
- メキシコシティ都市圏郊外鉄道

### コスタリカ
- 大西洋鉄道
- 太平洋鉄道

### ベリーズ
- スターン・クリーク鉄道 (1937年廃止）

### ホンジュラス
- ホンジュラス国鉄
- バカーロ鉄道
- テラ鉄道

### パナマ
- パナマ地峡鉄道
- チリキ鉄道

## 南アメリカ

### エクアドル
- エクアドル国鉄

### コロンビア
- コロンビア国鉄

### パラグアイ
- カルロス・アントニオ・ロペス鉄道(パラグアイ国鉄)

### ペルー
- ペルーレイル
- インカレイル
- マチュピチュトレイン
- ペルー中央鉄道
- ワンカーヨ・ワンカベリカ鉄道
- タクナ郡
  - タクナとチリのアリカを結ぶ鉄道を運営

### スリナム
- スリナム政府鉄道

### ウルグアイ
- ウルグアイ国鉄（AFE）

### ベネズエラ
- ベネズエラ国鉄（IAFE）

### アルゼンチン
- 新アルゼンチン国鉄（Trenes Argentinos/ADIFSE、アルゼンチン国鉄とも） 
  - 1993年 - 1997年に分割民営化→2008年 - 2017年に大半が再国有化
  - 　旅客・貨物

- メトロビアス（Metrovías)
  - ブエノスアイレス地下鉄を運営

- フェロビアス（Ferrovías）
  - 旅客専門・ブエノスアイレス近郊鉄道のベルグラーノ北線を運営

- トレン・パタゴニコ （Tren Patagónico - SEFEPA）
  - 旅客専門・リオネグロ州営

- フェロスール・ロカ（Ferrosur Roca - FR）
  - 貨物専門

- ヌエボ・セントラル・アルヘンティーノ（Nuevo Central Argentino - NCA） 
  - 貨物専門

- リオ・トゥルビオ鉄道（Ramal Ferro Industrial Rio Turbio）
  - 貨物専門・工業鉄道

### チリ
- チリ国鉄（EFE） :一部民営化・以下の各子会社の親会社
  - Merval（Metro Valparaiso、バルパライソ近郊鉄道）  
    - 旅客専門

  - トレンセントラル（Trencentral）
    - 旅客専門

  - FESUR
    - 旅客専門

  - アリカ・ラパス鉄道（FCALP） 
    - 旅客・貨物（貨物は休止中）

  - 太平洋鉄道会社（FEPASA）
    - 貨物専門

  - TRANSAP 
    - 貨物専門

- 北部鉄道（フェロノール）
  - チリ国鉄から同国北部の狭軌路線の大半を引き継ぎ

- アントファガスタ・ボリビア鉄道（FCAB）
  - 旅客（不定期）・貨物

### ブラジル
- ルーモロジスティカ
- MRSロジスティカ(MRS)
- 大西洋中央鉄道(FCA)
- ノルデステ鉄道会社(CFN)
- サンパウロ都市圏鉄道会社(CPTM:Companhia Paulista de Trens Metropolitanos）
- SuperVia
- ブラジル都市鉄道会社(CBTU)
- フェロノルテ
- ノヴォエステ
- フェロバン
- ビトリア・ミナス鉄道(EFVM)
- カラジャス鉄道(EFC)

### ボリビア
- アンデス鉄道会社(FCA) - 元ボリビア国鉄・ボリビア西部
- 東方鉄道株式会社(FO) - ボリビア東部